# Quednau
Quednau war ein nördlicher Stadtteil von Königsberg in Ostpreußen. Heute heißt er (russisch Северная Гора Sewernaja Gora, deutsch ‚Nordberg‘) und liegt im Leningrader Rajon, einem von drei Stadtbezirken Kaliningrads, der Hauptstadt der russischen Oblast Kaliningrad (Gebiet Königsberg).

## Geographische Lage
Die Ortschaft liegt in der historischen Region Ostpreußen, im Nordosten Königsbergs (Kaliningrad), sieben Kilometer vom Zentrum entfernt an der Stadtgrenze zum ländlichen Rajon Gurjewsk mit der Landgemeinde Kutusowskoje. Im Westen verläuft die neu angelegte Ausfallstraße nach Selenogradsk (Cranz), die russische A 191.
Westlich von Sewernaja Gora führt die Bahnstrecke Kaliningrad–Selenogradsk–Pionerski (Königsberg–Cranz–Neukuhren) vorbei, an der bis 1945 Quednau eine eigene Bahnstation war. Im Osten verläuft die Bahnstrecke Kaliningrad–Sowetsk (Königsberg–Tilsit). Die zu Sewernaja Gora nächste Bahnstation ist heute Kutusowo-Nowoje (ehemals Königsberg-Rothenstein) für beide genannten Strecken.

## Name
Dem Namen liegt kweden-aw zugrunde, ein im baltischen Sprachgebiet gebräuchlicher Wiesen- und Auenname (vgl. dazu prußisch kweita für Blume).

## Geschichte

Quednau, nördlich der Stadt Königsberg, auf einer Landkarte von 1910.

Der Ort wird erstmals 1255 als Quedenow erwähnt. Archäologische Funde weisen jedoch auf eine sehr frühe Besiedlung. Das Dorf wurde durch seinen Mut bekannt, mit dem es sich dem Deutschen Orden widersetzte, jedoch auch für seine Treue zum Orden, nachdem es unterworfen worden war. Am Apollosberg bei Quednau wurden häufig beachtliche Stücke Bernstein gefunden.
Zunächst war Quednau ein Gut mit anliegendem Dorf. Später wurde es königliches Kirchdorf. Die bischöfliche Burg von 1302 ist gänzlich verschwunden. Durch die Bauernkriege 1525 wurde das Gebiet stark zerstört.
Eine starke Zerstörung Quednaus und der Umgebung fand abermals während der Franzosenzeit im Jahr 1807 statt.
Am 30. April 1874 wurde Quednau Amtssitz und namensgebender Ort des neu errichteten Amtsbezirks Quednau, der bis 1939 bestand. Er gehörte zum Landkreis Königsberg (Preußen) im Regierungsbezirk Königsberg der preußischen Provinz Ostpreußen. Am 31. August 1895 wurde das Gut Quednau in die Landgemeinde gleichen Namens eingegliedert. Im Jahre 1910 zählt der Ort 802 Einwohner und am 16. Juni 1927 werden die Flächen Quednaus, die südlich der äußeren Grenze der Ringchaussees (Umfahrungsstraße Königsbergs) lagen, in die Stadt und den Stadtkreis Königsberg (Preußen) eingegliedert.
Am 30. September 1928 vergrößert sich Quednau um den Nachbarort Fräuleinhof (russisch: Kutusowo), der eingemeindet wurde. Die Einwohnerzahl stieg bis 1933 auf insgesamt 1.519.
Am 1. April 1939 erfolgte die vollständige Eingliederung Quednaus in die Stadt und den Stadtkreis Königsberg. Der Amtsbezirk Quednau wurde aufgelöst.
Nach Ende des Zweiten Weltkriege wurde Königsberg und mit ihm Quednau unter sowjetische Verwaltung gestellt. Königsberg wurde in „Kaliningrad“ umbenannt, und aus Quednau wurde 1946 „Sewernaja Gora“, seit 1947 eingebettet in den neu gebildeten Stadtbezirk Leningrader Rajon der Oblasthauptstadt.

### Amtsbezirk Quednau (1874–1939)
Am 30. April 1874 wurde der Amtsbezirk Quednau errichtet, der zum Landkreis Königsberg (Preußen) gehörte und anfangs 15 kommunale Gebilde umfasste:
| Deutscher Name | Russischer Name | Bemerkungen                                    |
| -------------- | --------------- | ---------------------------------------------- |
| Landgemeinden: |                 |                                                |
| Cummerau       | Newskoje        | 1927 in die Stadt Königsberg eingegliedert     |
| Quednau        | Sewernaja Gora  |                                                |
| Stiegehnen     | Sokolowka       |                                                |
| Ziegelau       |                 |                                                |
| Gutsbezirke:   |                 |                                                |
| Absintkeim     |                 |                                                |
| Ballieth       | Perwomaiski     |                                                |
| Beydritten     | Perwomaiski     |                                                |
| Ernsthof       |                 |                                                |
| Fräuleinhof    | Kutusowo        | 1029 in die Landgemeinde Quednau eingegliedert |
| Maraunenhof    | Bolschije Prudy | 1927 in die Stadt Königsberg eingegliedert     |
| Quednau        | Sewernaja Gora  | 1885 i die Landgemeinde Quednau eingegliedert  |
| Samitten       | Dubossekowo     |                                                |
| Schäferwalde   |                 |                                                |
| Sudau          | Maikowo         |                                                |
| Zögershof      |                 |                                                |

Am 29. März 1906 wurde die Landgemeinde Devau (russisch: Rischskoje) aus dem Amtsbezirk Kalthof (russisch ebenfalls: Rischskoje) in den Amtsbezirk Quednau umgegliedert, kam allerdings 1927 bereits zur Stadt Königsberg. Aufgrund struktureller Veränderungen gehörten 1931 nur noch die drei Gemeinden Quednau, Stiegehnen (Sokolowka) und Ziegelau (nicht mehr existent) zum Amtsbezirk Quednau. Am 1. April 1939 wurden auch Quednau und Stiegehnen nach Königsberg eingemeindet und Ziegelau wurde dem Amtsbezirk Neuhausen (russisch: Gurjewsk) zugeordnet. Der Amtsbezirk Quednau wurde daraufhin aufgelöst.

## Bauwerke

### Quednauer Kirche

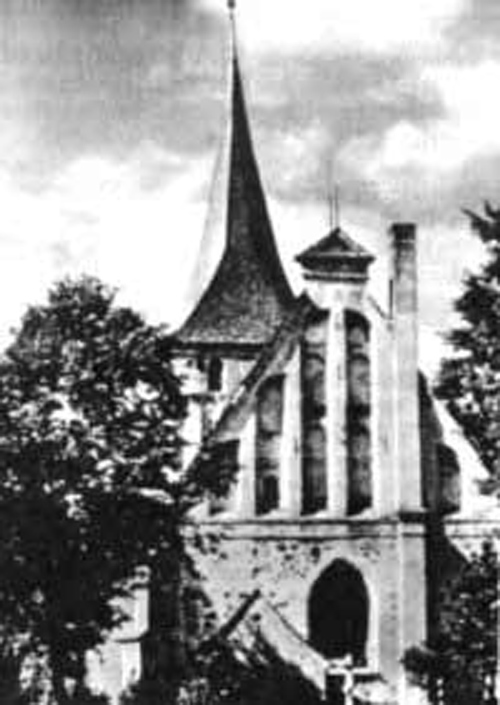
Die Quednauer Kirche im Jahre 1930

Berühmt war die Quednauer Kirche, die aus dem 16. Jahrhundert stammte und ein verputzter Feldsteinbau war. Im 19. Jahrhundert mehrfach restauriert überstand sie den Zweiten Weltkrieg fast unzerstört. In den Folgejahren allerdings verfiel sie und wurde zu Beginn der 1970er Jahre vollständig abgetragen. Dort, wo die Kirche stand, befindet sich heute ein Wiesengelände. Aus der Kirche erhalten ist eine der Glocken, die heute in der Martinikirche im niedersächsischen Stöckheim läutet.
Zur Geschichte der Quednauer Kirche und Gemeinde siehe den speziellen Artikel Quednauer Kirche

### Fort Quednau

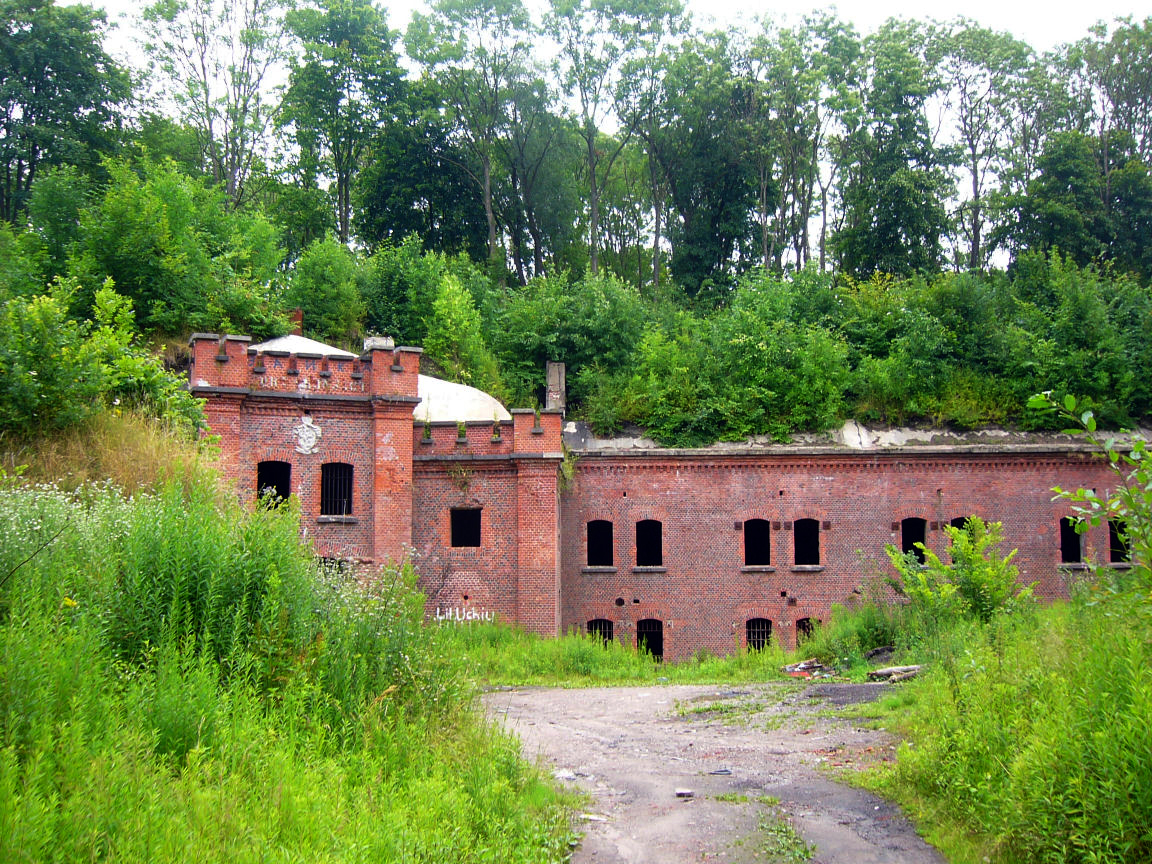
Fort Quednau im Jahre 2008

Bedeutend war das in den Jahren 1872 bis 1884 angelegte Fort, eines der größten zwölf der Fortifikationsbauten Königsbergs im Norden der Stadt, das in den Jahren zwischen den Weltkriegen wechselnde Verwendung fand. Es trug den Namen „Fort 3 Friedrich Wilhelm I.“.
Zur Entstehung und Bedeutung des Forts Quednau siehe den speziellen Artikel Fort Quednau

## Persönlichkeiten
- Nalube, ein Pruße, war Anführer der Quednauer gegen den Orden

„Doch Nalube, der Quednauer, erneuerte bald wieder die Belagerung, und preussische, in die Mündung des Pregels gestellte Schiffe, hinderten jede Zufuhr, bis ein Bürger aus Lübeck sich mit einigen, die altpreussische Sprache redenden Männern in einem Bote zu ihnen begab. Sie wurden in der Dunkelheit der Nacht für Freunde gehalten; der Lübecker aber durchbohrte nun insgeheim die preussischen Fahrzeuge, wovon einige sanken. Die Preussen erbauten hierauf eine Brücke über den Pregel und deckten jedes Ende der Brücke durch eine Verschanzung; aber Verzweiflung erhöhte den Muth der durch Hunger aufs äusserste gebrachten Besatzung Königsbergs. Sie landete auf der Brücke, und schlug die weit überlegenen Feinde. Eine neue Einschließung Königsbergs unterblieb, weil der preussische Feldherr Herkus Monte, beim Anfange dieser Unternehmung verwundet wurde. Aber die damals auf dem heutigen Steindamm liegende Stadt Königsberg wurde von Nalube überfallen und verbrannt. Um dies zu rächen, that die Besatzung des Schlosses einen Ausfall; Nalube wurde geschlagen, aller gemachten Beute wieder beraubt, und die Stadt vom Orden 1264 auf dem Platze der heutigen Altstadt wieder erbaut.“

- Erhardus Sperber (1529–1608), preußischer lutherischer Theologe und Schriftsteller, war von 1554 bis 1558 als Pfarrer an der Quednauer Kirche tätig
- Siegfried Großmann (* 28. Februar 1930 in Quednau), deutscher Physiker